# خط لوله نفت قزاقستان–چین
خط لوله نفت قزاقستان-چین (انگلیسی: Kazakhstan–China oil pipeline) خط لوله انتقال نفت خام به طول ۲۲۲۸ کیلومتر است، که از شهر آتیراو، در کشور قزاقستان آغاز شده و در گردنه آلاتاو در چین پایان می‌یابد.